# 新塔爾納夫希納
50°30′55″N 32°8′2″E / 50.51528°N 32.13389°E
新塔爾納夫希納（烏克蘭語：Нова Тарнавщина），是烏克蘭的村落，位於該國北部切爾尼戈夫州，由普里盧基區負責管轄，始建於1800年，面積1.11平方公里，海拔高度125米，2001年人口185，人口密度每平方公里166.4人。